# Světelná účinnost
Světelná účinnost zdroje (někdy se též označuje jako měrný světelný výkon) vyjadřuje, jak účinně zdroj mění vstupní energii na viditelné světlo. Podobný pojem je světelná účinnost záření, která porovnává množství viditelného světla s celkovým zářivým výkonem zdroje ve všech oblastech spektra. Mluví-li se stručně o světelné účinnosti, je třeba poznat z kontextu, který z těchto pojmů je tím míněn.
V obou případech se světelná účinnosti značí K a její jednotkou v soustavě SI je lumen na watt:
[K] = lm/W = cd·sr·W−1 = cd·s3·m−2·kg−1.

## Světelná účinnost zdroje
Pojem účinnost obvykle vyjadřuje poměr „co chceme“ / „za co platíme“. V případě svítidla potřebujeme světelný tok (v lumenech) a platíme nejčastěji za elektrický příkon (ve wattech). U tepelných zdrojů světla (svíčka, petrolejka, plynová lampa apod.) je vstupem tepelný výkon hoření.
| svítidlo                      | K [lm/W] | poznámka                                                       |
| ----------------------------- | -------- | -------------------------------------------------------------- |
| svíčka                        | 0,15–0,3 | 1 cd, 40–80 W                                                  |
| klasická žárovka              | 10–15    | vyšší účinnost je při vyšších výkonech                         |
| halogenová žárovka křemíková  | 24       |                                                                |
| kompaktní zářivka             | 45–60    | „úsporná žárovka“                                              |
| Slunce                        | 93       | [ 2 ]                                                          |
| klasická zářivka bílá         | 50–100   |                                                                |
| LED bílá                      | 55–200   | 200 žárovka, 230 součástka                                     |
| vysokotlaká sodíková výbojka  | 150      | běžné venkovní osvětlení                                       |
| nízkotlaká sodíková výbojka   | 183      |                                                                |
| ideální bílý zdroj            | 251      | barevná teplota 5800 K, spojité spektrum 400–700 nm            |
| ideální monochromatický zdroj | 683      | při 540 THz, tj. přibližně 555 nm, z definice jednotky kandela |

## Světelná účinnost záření
Světelná účinnost záření či pouze světelná účinnost, zastarale též viditelnost, je fyzikální veličina charakterizující, nakolik se elektromagnetické záření s daným přenášeným výkonem projevuje jako viditelné světlo. Je tedy mírou vnímavosti lidského zraku pro elektromagnetické záření.

### Definice, značení a jednotky
Světelná účinnost je definována jako poměr světelného toku k celkovému zářivému toku, tedy zářivé energii přenesené zářením za jednotku času.
- Doporučené značení: K[5]
- Hlavní jednotka v SI: lumen na watt, značka lm/W

Rozlišují se tři následující veličiny stejného druhu:
- Světelná účinnost (složeného záření čili celková), definiční vztah:
{\displaystyle K={\frac {\Phi }{\Phi _{\mathrm {e} }}}}, kde
{\displaystyle \Phi \,} je celkový světelný tok a {\displaystyle \Phi _{\mathrm {e} }\,} celkový zářivý tok (zářivý výkon) složeného záření

- Spektrální světelná účinnost (záření) resp. světelná účinnost při určité vlnové délce (doporučené značení K (λ), dříve též Kλ) je spektrální účinnost monochromatického záření dané vlnové délky. Obecně (nejen pro monochromatické světlo) lze definovat pomocí spektrálních hustot světelného a zářivého toku:
{\displaystyle K\left(\lambda \right)={\frac {\Phi _{\lambda }}{\Phi _{\mathrm {e} \lambda }}}}

Pomocí spektrální světelné účinnosti lze stanovit i spektrální účinnost složeného záření s daným spektrem zářivého toku pomocí vztahu:
{\displaystyle K={\frac {\int K\left(\lambda \right)\Phi _{\mathrm {e} \lambda }\mathrm {d} \lambda }{\int \Phi _{\mathrm {e} \lambda }\mathrm {d} \lambda }}}
- Největší/maximální spektrální světelná účinnost, často zkráceně jen největší/maximální světelná účinnost (doporučené značení Km či Kmax) je maximum, kterého spektrální světelná účinnost nabývá při určité vlnové délce.

S pomocí maximální spektrální světelné účinnosti se zavádí příbuzné bezrozměrné veličiny, zvané poměrná světelná účinnost (záření): 
- Doporučené značení: V[5]
- Hlavní jednotka v SI: 1

Rozlišují se:
- Poměrná světelná účinnost (složeného záření čili celková),
{\displaystyle V={\frac {K}{K_{\mathrm {m} }}}}
- Poměrná spektrální světelná účinnost (záření) resp. poměrná světelná účinnost při určité vlnové délce (doporučené značení V (λ), dříve též Vλ)
{\displaystyle V\left(\lambda \right)={\frac {K\left(\lambda \right)}{K_{\mathrm {m} }}}}

a platí:
{\displaystyle V={\frac {\int V\left(\lambda \right)\Phi _{\mathrm {e} \lambda }\mathrm {d} \lambda }{\int \Phi _{\mathrm {e} \lambda }\mathrm {d} \lambda }}}

### Fotopické a skotopické vidění
Zrakové vjemy vznikají drážděním dvou druhů světločivných čidel – čípků a tyčinek. Tyčinky jsou mnohem citlivější, naopak čípky umožňují rozlišovat barvy. Za silného osvětlení převládá vnímání čípky, při slabém vnímání tyčinkami. Světelná účinnost se pro obě vnímání liší. 
Čípkové vidění (denní vidění, fotopické vidění, vidění při adaptaci oka na světlo) je zrakový vjem normálního lidského oka za světla, za dne. Při tomto vidění je nejvyšší citlivost oka na záření o frekvenci 540 THz (o vlnové délce 555 nm).
Tyčinkové vidění (soumrakové vidění, skotopické vidění, vidění při adaptaci oka na tmu) je zrakový vjem normálního lidského oka za soumraku, za (ne absolutní) tmy. Při tomto vidění je nejvyšší citlivost oka na záření o vlnové délce 507 nm.
Fotometrické veličiny včetně světelné účinnosti jsou definovány čistě fyzikálním způsobem, tedy pomocí pevně stanoveného průběhu spektrální světelné účinnosti a pomocí vztahů integrujících její součiny s objektivně stanovenými radiometrickými veličinami přes celé spektrum vlnových délek.
V oborech, kdy je potřeba charakterizovat jednotlivé druhy vidění, je někdy potřeba rozlišit odlišnou spektrální světelnou účinnost pro fotopické a skotopické vidění, výjimečně dokonce i další fotometrické veličiny a jednotky (což je v dnešní době považováno za nesprávné). V takovém případě se zpravidla nejedná o veličiny a jednotky SI, i když mají stejné názvy doplněné přívlastky (fotopický lumen, skotopický lumen). Skotopické fotometrické veličiny a jednotky jsou vždy odlišné, fotopické se někdy ztotožňují s veličinami a jednotkami SI. Je tomu tak proto, že fotometrické veličiny SI historicky vzešly z veličin pro denní vidění. Pro fotopické veličiny se používá i stejné značení jako u SI, u skotopických jsou symboly čárkované (K ̓, Kλ̓, Km̓, V ̓, Vλ̓).

### Stanovení spektrální účinnosti
Míra vnímání světla je subjektivní vlastností. Je proto problematické stanovit, kolikrát je jeden světelný vjem silnější než druhý. Průběh spektrální světelné účinnosti byl proto původně stanoven relativním kvalimetrickým měřením na skupině lidí s normálním viděním, jejichž oči byly adaptované na denní vidění. Při něm byl porovnáván jas dvou ploch vedle sebe osvětlovaných monochromatickým zářením mírně odlišné vlnové délky ale stejného zářivého toku. Z toho bylo stanovena vlnová délka, při které je vjem nejsilnější, a ta byla ztotožněna s poměrnou spektrální účinností rovnou hodnotě 1. Následně byl opět porovnáván jas dvou ploch vedle sebe osvětlovaných monochromatickým zářením mírně odlišné vlnové délky, přičemž u slabšího vjemu byl zesilován zářivý tok až do té míry, aby se jas jevil jako stejný. Poměrem těchto zářivých toků tak byl dán i poměr spektrálních světelných účinností při těchto vlnových délkách. Takto byl stanoven celý průběh poměrné spektrální světelné účinnosti.
Kvůli objektivnosti byl získaný průběh normalizován: Standardní hodnoty V (λ) pro oko adaptované na světlo byly přijaty Mezinárodní komisí pro osvětlení (Commission Internationale de l’éclairage, CIE) v roce 1971 a schváleny Mezinárodním výborem pro míry a váhy (Comité international des poids et mesures, CIPM) v roce 1972.
Absolutní hodnota světelné účinnosti je pak dána definicí kandely, modifikovanou pro světelnou účinnost:
Kandela je jednotka svítivosti; její velikost je určena číselnou hodnotou světelné účinnosti monochromatického záření o frekvenci 540×1012 Hz (≙555 nm), která je rovna přesně 683, je-li vyjádřena v jednotkách s3 m−2 kg−1 cd sr neboli cd sr W−1, což je ekvivalent jednotky lm W−1.

### Vztah ke kolorimetrii

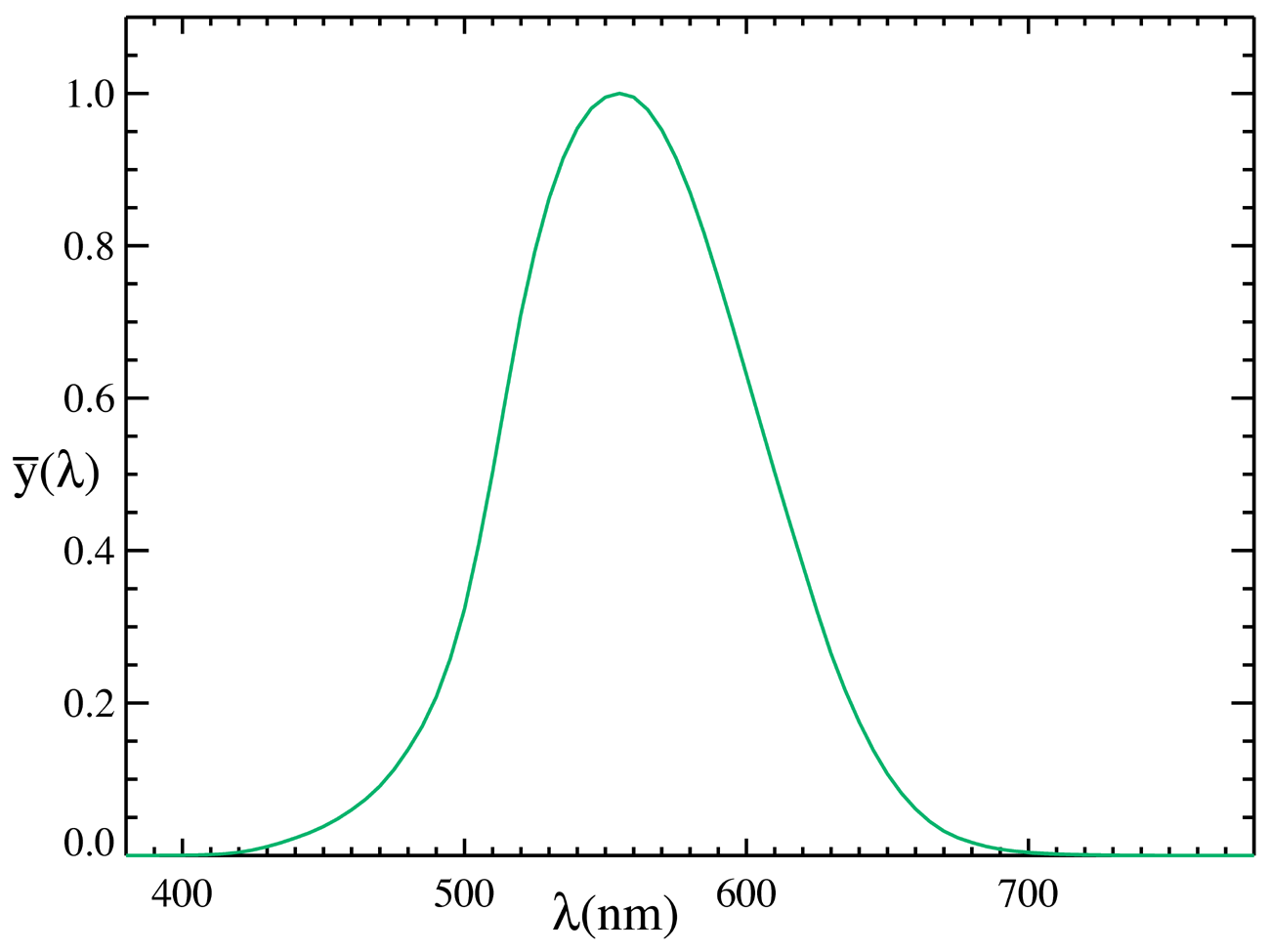
Normalizovaná citlivost lidského oka na spektrální barvy za denního světla (fotopické vidění).

Je obvyklé, že jedna z kolorimetrických funkcí používaných kolorimetrických soustav je přímo vázána na spektrální účinnost. U standardních kolorimetrických funkcí CIE ve standardní kolorimetrické soustavě (XYZ) CIE 1931 platí, že druhá trichromatická složka je z definice rovna poměrné spektrální světelné účinnosti:
{\displaystyle {\bar {y}}\left(\lambda \right){\overset {\underset {\mathrm {def} }{}}{=}}V(\lambda )\,}
Proto je někdy poměrná spektrální účinnost označována {\displaystyle {\bar {y}}(\lambda )\,}.

### Vzájemné vztahy fotometrických a radiometrických veličin
Pomocí světelné účinnosti je objektivně stanoven vztah fotometrických veličin k jim odpovídajícím veličinám radiometrickým.
Pro spektrální veličiny platí (pro celkové veličiny je nutno integrovat přes vlnové délky celého spektra a případně normovat integrálem radiometrické spektrální veličiny):
- spektrální světelný tok plyne ze spektrálního zářivého toku:
{\displaystyle \Phi _{\lambda }=K\left(\lambda \right)\Phi _{\mathrm {e} \lambda }\,}
- spektrální jas plyne ze spektrální záře:
{\displaystyle L_{\lambda }=K\left(\lambda \right)L_{\mathrm {e} \lambda }\,}
- spektrální světlení plyne ze spektrálního vyzařování:
{\displaystyle M_{\lambda }=K\left(\lambda \right)M_{\mathrm {e} \lambda }\,}
- spektrální osvětlenost plyne ze spektrální ozářenosti:
{\displaystyle E_{\lambda }=K\left(\lambda \right)E_{\mathrm {e} \lambda }\,}
- spektrální osvit plyne ze spektrální dávky ozáření:
{\displaystyle H_{\lambda }=K\left(\lambda \right)H_{\mathrm {e} \lambda }\,}

### Spektrální účinnost záření černého tělesa
Je-li záření zdroje složeno z více vlnových délek, je k určení světelné účinnosti třeba znát spektrum záření, tedy rozložení výkonu mezi jednotlivé vlnové délky (přesněji se jedná o spektrální hustotu zářivého toku).
Spektrální účinnost složeného záření je dána výše uvedeným vztahem
{\displaystyle K={\frac {\int K\left(\lambda \right)\Phi _{\mathrm {e} \lambda }\mathrm {d} \lambda }{\int \Phi _{\mathrm {e} \lambda }\mathrm {d} \lambda }}}
Integrál lze převést na tvar s vytknutým rozměrovým amplitudovým faktorem s rozměrem světelné účinnosti, takže pod integrálem zůstává pouze součin poměrné spektrální účinnosti s hustotní funkcí B spojitého rozložení zářivého výkonu s vlnovou délkou (funkce B má tedy rozměr 1/m):
{\displaystyle K=683\,\mathrm {lm/W} \int _{0}^{\infty }V\left(\lambda \right)B_{\lambda }\,\mathrm {d} \lambda }

Světelná účinnost záření černého tělesa při různých teplotách. Hodnoty termodynamické teploty jsou uvedeny v kelvinech.

Žhnoucí předměty vyzařují přibližně jako absolutně černé těleso, tedy podle Planckova vyzařovacího zákona: 
{\displaystyle B_{\lambda }=\left({\frac {hc}{\pi kT}}\right)^{4}{\frac {1}{\lambda ^{5}\left(e^{hc/\lambda kT}-1\right)}}\,,}
kde {\displaystyle h} je Planckova konstanta, {\displaystyle c} je rychlost světla ve vakuu, {\displaystyle k} je Boltzmannova konstanta a {\displaystyle T} je termodynamická teplota. Dosazením do výše uvedeného vzorce získáme světelnou účinnost záření černého tělesa o dané teplotě {\displaystyle T}. Tato veličina je zobrazena v přiloženém grafu. Těleso o teplotě 5800 K, která odpovídá povrchové teplotě Slunce, vyzařuje čistě bílé světlo s účinností 93 lm/W.
Kdyby bylo možné zabránit tomu, aby zdroj vyzařoval na jiných vlnových délkách než viditelných, dostali bychom světelnou účinnost 251 lm/W. Tato hodnota představuje teoretické maximum, ke kterému se mohou blížit umělé zdroje bílého světla. S bílou barvou lze tedy dosáhnout jen 37% maximální účinnosti monochromatického zdroje 683 lm/W.
Lidské oko ale není přizpůsobeno (jak se traduje) spektru slunečního záření.